# Liste des réserves de biosphère à Cuba
Cet article recense les réserves de biosphère à Cuba.

## Statistiques
En 2023, Cuba compte six réserves de biosphère.

## Liste
| Réserve de biosphère        | Province               | Création | Superficie (km²) | Superficie (km²) | Superficie (km²) | Superficie (km²) | Notes | Illustration |
| Réserve de biosphère        | Province               | Création | Totale           | Centre           | Tampon           | Transition       | Notes | Illustration |
| --------------------------- | ---------------------- | -------- | ---------------- | ---------------- | ---------------- | ---------------- | ----- | ------------ |
| Baconao                     | Santiago de Cuba       | 1987     | 250              | 1                | 50               | 199              |       |              |
| Buenavista (es)             | Ciego de Ávila         | 2000     | 3 135            | 765              | 196              | 2 174            |       |              |
| Ciénaga de Zapata (es)      | Matanzas               | 2000     | 6 254            | 1 968            | 3 173            | 1 112            |       |              |
| Cuchillas del Toa           | Guantánamo Holguín     | 1987     | 2 083            | 897              | 493              | 693              |       |              |
| Péninsule de Guanahacabibes | Pinar del Río          | 1987     | 250              | 1                | 50               | 199              |       |              |
| Sierra del Rosario          | Artemisa Pinar del Río | 1984     | 250              | 1                | 50               | 199              |       |              |